# Apion dissimile
Apion dissimile är en skalbaggsart som beskrevs av Ernst Friedrich Germar 1817. Apion dissimile ingår i släktet Apion, och familjen spetsvivlar. Arten är reproducerande i Sverige.